# Futebol nos Jogos Sul-Americanos de 2018
As competições de futebol nos Jogos Sul-Americanos de 2018 ocorreram entre 27 de maio e 5 de junho em um total de 2 eventos. Quatro estádios foram utilizados: CEFED Villa Tunari, em Villa Tunari; Estádio Municipal de Shinaota, em Shinaota; Estádio Municipal de Sacaba e Estádio Félix Capriles, ambos localizados em Cochabamba, Bolívia.

## Forma de disputa
As competições de futebol foram disputadas por atletas de até 19 anos no masculino e de até 20 anos no feminino. O torneio masculino foi disputado em Cochabamba por oito equipes que foram divididas em dois grupos, com as duas melhores equipes avançando à fase eliminatória. Já o torneio feminino foi disputado em Villa Tunari e Shinaota por seis equipes em grupo único, no sistema de pontos corridos.

## Calendário
| G | Fase de grupos | ½ | Semifinais | B | Disputa pelo bronze | F | Final |

| Futebol   | Sáb 26 | Dom 27 | Seg 28 | Ter 29 | Qua 30 | Qui 31 | Sex 1 | Sáb 2 | Dom 3 | Seg 4 | Ter 5 | Ter 5 | Qua 6 | Qui 7 | Sex 8 |
| --------- | ------ | ------ | ------ | ------ | ------ | ------ | ----- | ----- | ----- | ----- | ----- | ----- | ----- | ----- | ----- |
| Masculino |        |        | G      |        | G      |        | G     |       | ½     |       | B     | F     |       |       |       |
| Feminino  |        | G      |        | G      |        | G      |       | G     |       | G     |       |       |       |       |       |

## Participantes
Ao todo, quatorze equipes representando oito países se inscreveram, sendo que Uruguai e Venezuela inscreveram equipes apenas para o torneio masculino.
| - ARG Argentina (36) - BOL Bolívia (36) - CHI Chile (36) - COL Colômbia (36) | - ECU Equador (36) - PAR Paraguai (36) - URU Uruguai (18) - VEN Venezuela (18) |

## Medalhistas
| Prova              | Ouro | Prata | Bronze |
| ------------------ | --- | --- | --- |
| Masculino detalhes | Alex Ibacache Antonio Díaz Ariel Uribe David Salazar Diego Valencia Esteban Valencia Gabriel Rojas Ignacio Tapia Ignacio Saavedra Julio Borquez Luis Alfonso Ureta Marcelo Allende Matías Leiva Matías Sepúlveda Nicolás Guerra Nicolás Fernández Tomas Alarcón Víctor Méndez CHI Chile | Agustín Álvarez Brian Ocampo Bruno Méndez Bruno Suárez Fabian Borges Facundo Batista Facundo Vigo Franco Israel Gonzalo de los Santos Gonzalo Napoli Joaquín Trasante Juan Manuel Boselli Juan Manuel Sananbria Luciano Boggio Mauro Brasil Pedro Álvarez Ronald Araujo Santiago Rodríguez URU Uruguai | Andrés Reyes Brayan Vera Brayan Carabalí Dilan Ortiz Fabio Delgado Gustavo Carvajal Hayen Palacios Johan Carbonero José Enamorado Juan David Lemus Juan Sebastián Palma Kevin Viveros Kliver Moreno Luis Fernando Sandoval Luis Fernando Sinisterra Reinaldo Fontalvo Rivaldo Correa Yeiler Góez COL Colômbia |
| Feminino detalhes  | Bianka Ávila Camila González Dahiana Bogarín Daisy Bareiro Fabiola Sandoval Fanny Godoy Graciela Martínez Heidy Salas Isabel Ortiz Jessica Martínez Jessica Sánchez Lice Chamorro Limpia Fretes Lorena Alonso María Martínez Natalia Villasanti Rosa Miño Ruth Sosa PAR Paraguai        | Angie Castañeda Aura Hoyos Estefanía González Geraldyne Saavedra Luz Sarmiento Maireth Pérez Manuela Vanegas Michel Lugo Nancy Acosta Natalia Acuña Natalia Ruiz Nicol Camacho Sara Pulecio Sara Córdoba Shadia Valenzuela Sharon Ramírez Valentina Vivas Yulieth Rivas COL Colômbia                   | Analiz Zambrano Andrea Ochoa Chidimma Ifema Coraima Cedeño Domenica Rodríguez Gabriela Malave Geomara Arreaga Joselyn Espinales Josselyn Salas Justine Cuadra Karen Peralta Karen Flores Marthina Aguirre Nicole Charcopa Rosa Guerrero Samanta Avilés Tamara Angulo Valery Iguago ECU Equador                |

## Quadro de medalhas
| Ordem | País         | Medalha de ouro | Medalha de prata | Medalha de bronze | Total | Ordem por total |
| ----- | ------------ | --------------- | ---------------- | ----------------- | ----- | --------------- |
| 1     | CHI Chile    | 1               |                  |                   | 1     | 2               |
|       | PAR Paraguai | 1               |                  |                   | 1     | 2               |
| 3     | COL Colômbia |                 | 1                | 1                 | 2     | 1               |
| 4     | URU Uruguai  |                 | 1                |                   | 1     | 2               |
| 5     | ECU Equador  |                 |                  | 1                 | 1     | 2               |
| TOTAL | TOTAL        | 2               | 2                | 2                 | 6     | —               |